# Syncarpha marlothii
Syncarpha marlothii là một loài thực vật có hoa trong họ Cúc. Loài này được (Schltr.) B.Nord. miêu tả khoa học đầu tiên năm 1989.